# Пирс Лејн
Пирс Лејн (рођен 8. јануара 1958. године) је аустралијски пијаниста. Наступао је широм света, у преко 40 земаља. Његова шира међународна афирмација укључује разноврсни солистички, камерни и концертни репертоар (106 дела са класичног репертоара).
Лејнови изузетни успеси укључују његово недавно извођење Бузонијевог  дела ’’Клавирски концерт у Це-дуру’’.
Пирс Лејн је успешно изводио и композиције Phantasm Френка Бриџа (Frank Bridge), као и Ризовог дела (Ferdinand Ries) Концерт бр. 8 у Карнеги холу (Carnegie Hall), са новооформљеним оркестром Now. Такође се међу Лејновим наступима издвајају и светске премијере Концерта за клавир бр. 2 композитора Карла Вајна (Carl Vine), писаног за њега и Катрин Стот (Kathryn Stott), који је изведен са Тасманским и Аделаидским симфонијским оркестрима. Одржао је и неколико солистичких реситала у Вигмор дворани (Wigmore Hall).
Пирс Лејн је пет пута наступао као солиста у оквиру BBC Proms, у лондонској краљевској дворани London’s Royal Albert Hall, са концертним репертоаром који превазилази деведесет дела. Имао је бројне солистичке наступе у Вигмор холу (бар 1 годишње) у Лондону. Лејн је због својих изванредних успеха као врхунски пијаниста остварио сарадњу са многим великим светским оркестрима и диригентима. Снимио је више од шездесет ЦД издања у оквиру значајних издавачких кућа, међу којима се превасходно издваја Hyperion Records. Његова најновија издања су клавирски концерти Фердинанда Раиза, ЦД издање соната са виолинисткињом Тасмин Литле (Tasmin Little), као и камерна дела Бородина (Borodin), која уједно представљају и девети диск који је снимио са гудачким квартетом Голднер (Goldner String Quartet).
Међу ЦД издањима, издваја се Centenary Memorial и извођење седам етида Василија Мокрањца. Лондонска премијера извођења Етида Василија Мокрањца се одржала 17.11.1999. у Вигмор холу, најелитнијијој концертној дворани у Великој Британији.
Славни пијаниста је посетио Београд у марту 2019. када је био члан жирија на 49. међународном такмичењу Музичке омладине.
Пирс Лејн је уметнички директор Међународног клавирског такмичења у Сиднеју (Sydney International Piano Competition of Australia), а десет година је био и уметнички директор Фестивала камерне музике у Аустралији (Australian Festival of Chamber Music), све до 2017. године. У оквиру краљичиних дијамантских јубиларних свечаности, постао је аустралијски Официр у служби музике (АО).